# Josep Maria Castella i Molins
Josep Maria Castella i Molins (Artés, 9 d'agost del 1910 – 21 de maig del 2008) va ser un músic, organista, molt vinculat a Navàs.
Aprengué música amb mossèn Lluís Canyelles, el clarinetista Enric Guadayol i el pianista Blai Net. Va ser organista del cor parroquial d'Artés i director de la Coral l'Espiga, fins a la guerra. Va passar la contesa tocant el saxofon a la banda de la 27a. Divisió. En la immediata postguerra va dirigir tres grups musicals que animaren les festes comarcals: els conjunts Orpheus, Sol y Luna i Castella y su orquesta. En l'any 1949 es va fer càrrec d'una antiga sabateria de Navàs i es dedicà a l'ofici de sabater; en aquell mateix any 49 succeí Josep Conangla en la direcció de la Societat Coral Cantaires Navassencs, amb un repertori de caramelles i cançons d'arreu, i s'hi estigué fins a 1970, quan el rellevà el director actual, Josep Maria Sensada Selva. També tocava l'orgue de la parròquia de Navàs (i ho feu cinquanta anys). En les seves darreries encara acompanya les veus del Xou del Casal d'Avis.
Com a compositor, fou autor de la música de la sarsuela A Montserrat hi ha bruixes, amb llibret de l'autor dels Pastorets de l'Ametlla de Merola, Francesc d'Assís Picas, i la sardana nadalenca Ja ha nascut el Salvador, que canten les corals navassenques. Entre els anys 1968 i 1968 també va escriure per a cobla les músiques dels balls de Nans, el dels Gegants de Navàs i el de Cascavells, inspirats en la música popular. La seva etapa creativa més fecunda va ser quan col·laborà (1974-1987) amb la Coral Sant Genís: arranjaments de temes coneguts dels Beatles i de Lluís Llach, caramelles, himnes i altres composicions. En morir, el mestre llegà el seu arxiu documental al poble de Navàs.
L'ajuntament de Navàs el feu Fill Adoptiu del poble en l'any 1981 i poc després obtingué el primer premi "Premi Flama", atorgat per l'Agrupació Sardanista de Navàs (1984). Posteriorment, l'"Escola de Música Mestre Josep Maria Castella i Molins" ha estat dedicada a la seva memòria.

## Obres[calcitació]
- A Montserrat hi ha bruixes, sarsuela amb lletra de Francesc d'Assís Picas
- Ball de nans de Navàs, ballet per a cobla
- Cascavells, ballet per a cobla
- És Montserrat!, sardana amb lletra de Francesc d'Assís Picas
- Gegants, ballet per a cobla
- Goigs a la Sagrada Família, titular de la parròquia de Navàs, amb lletra de Climent Forner i Escobet (Fragment)
- Goigs de la Creueta, amb lletra de Lluís Badia
- Goigs de la Puríssima, de Navàs (1958), amb lletra d'Antoni Deig
- Goigs de Sant Cugat del Racó, amb lletra de Climent Forner i Escobet (Fragment)
- Goigs de Sant Miquel Arcàngel, Navàs, amb lletra de Climent Forner i Escobet (Fragment)
- Himne de la Coral Sant Genís
- Himne del Club Bàsquet Navàs
- Himne del Club de Futbol d'Artés
- Himne del Cor Artesenc
- Himne de Sant Joan de Montdarn
- Ja ha nascut el Salvador, sardana nadalenca
- Pla de l'Alzineta, sardana